# Луфира (река)
Луфира — река на юге Демократической Республики Конго, правый приток Луалабы (верхнее течение реки Конго).
Длина Луфиры около 500 км, площадь бассейна около 50 000 км². Берёт начало и протекает на плато Катанга. Порожиста, на реке есть несколько водопадов (в том числе водопад Киубо высотой 60 метров). Половодье с октября по март. На Луфире расположены гидроэлектростанции Франки и Биа общей мощностью свыше 100 Мвт. В нижнем течении — национальный парк Упемба. В этом районе преобладает тропический высокогорный климат. Среднегодовая температура 21 °C.
В 1926 году на Луфира была создана ГЭС у города Ликази.